# GK Zenit St. Petersburg
GK Zenit Sankt Petersburg (russisch Гандбольный Клуб Зенит Санкт-Петербург) ist ein Handballverein aus der russischen Stadt Sankt Petersburg. Der Verein wurde in den 1950er Jahren als „Vulkan“ (Вулкан) gegründet. Ab 1964 durfte er als „Bolschewik“ (Большевик) an der sowjetischen Meisterschaft teilnehmen. Nach einer Rückstufung in die dritte Liga kehrte der Verein 1973 als „Newa“ (Нева) zurück in die oberste Spielklasse. 1993 gewann man die erste Austragung der russischen Super League. 2001 wurde der Verein erneut umbenannt in „Stepan Razin-Newa“ (Степан Разин-Нева). Nach dem Rückzug des Hauptsponsors musste die Mannschaft aus der Super League absteigen. Mit Hilfe der Universität schaffte er wieder den Aufstieg als „Universität-Newa“ (Университет-Нева). Ab 2009 hieß der Verein „Sankt-Petersburg Handballklub“ (Санкт-Петербургский гандбольный клуб) und konnte sich als zweite Kraft hinter Medwedi Tschechow etablieren. Im Oktober 2022 wurden die Handballer Teil des örtlichen Sportvereins Zenit.

## Erfolge
National
- Russischer Meister 1993
- Russischer Vizemeister 2010, 2011, 2012, 2013 und 2014

International
- EHF Champions League 2013/14: Gruppenphase
- EHF Champions League 2012/13: Gruppenphase
- EHF Champions League 2011/12: Gruppenphase
- EHF Champions League 2010/11: Gruppenphase
- EHF Challenge Cup 2005/06: Viertelfinale
- EHF Challenge Cup 2004/05: 3. Runde
- EHF-Europapokal der Pokalsieger 2003/04: 2. Runde
- EHF Champions League 1993/94: 1/16-Finale

## Bekannte ehemalige Spieler
- Wjatscheslaw Atawin
- Wadim Bogdanow
- Oleksandr Hladun
- Alexei Kostygow
- Alexander Maistrenko
- Eldar Nassyrow
- Juri Nesterow
- Wladyslaw Ostrouschko
- Iwan Pronin
- Alexander Pyschkin
- Sergei Rybakow
- Pawel Sukosjan
- Dmitri Torgowanow
- Wadim Wassiljew
- Artem Wyschnewskyj